# Scrobipalpa hyoscyamella
Scrobipalpa hyoscyamella is een vlinder uit de familie tastermotten (Gelechiidae). De wetenschappelijke naam is voor het eerst geldig gepubliceerd in 1869 door Stainton.
De soort komt voor in Europa.